# Parisomorphus descarpentriesi
Parisomorphus descarpentriesi är en skalbaggsart som beskrevs av Lebis 1961. Parisomorphus descarpentriesi ingår i släktet Parisomorphus och familjen Dynastidae. Inga underarter finns listade i Catalogue of Life.